# Balboa (dans)
De balboa is een partnerdans, die tot de swingdansen wordt gerekend. De dansvorm dankt zijn naam aan het schiereiland Balboa bij Newport Beach in de buurt van Los Angeles, waar hij zijn oorsprong vond in de jaren ‘20 van de twintigste eeuw. Vroeger bestond er slechts één versie van deze dans. Tegenwoordig wordt die versie ook pure balboa genoemd. In deze versie wordt uitsluitend in de gesloten positie gedanst, dicht tegen elkaar aan. Deze houding werd vooral ingegeven door het feit dat er geen ruimte was om verder uit elkaar te dansen. In menige danszaal was dit zelfs verboden. Later kwam er een andere versie bij die bal-swing wordt genoemd. Hierbij werden dansfiguren toegevoegd waarbij de partners wel uit elkaar gaan.
De balboa was erg populair in de jaren 30 en 40. Omdat bij deze dans de nadruk meer op subtiliteit en partnerinteractie ligt dan op mooie trucs wordt balboa meer als een dans voor dansers gezien dan een dans om naar te kijken.
Balboa wordt gedanst op swingjazzmuziek, en wel met name bigbandmuziek uit de jaren 30 en 40 van muzikanten als Chick Webb, Benny Goodman, Artie Shaw, Count Basie, en Duke Ellington, met tempo’s van zo’n 180 tot 250 tellen per minuut. Hij wordt ook wel op andere soorten swingmuziek gedanst, bijvoorbeeld van kleine jazzcombo’s of zigeunerjazz (zoals Django Reinhardt). Omdat de basisstap zo klein is, kan balboa ook op heel snelle muziek worden gedanst (soms wel meer dan 300 tellen per minuut). Maar hij kan ook juist op lagere tempo’s worden gedanst en wordt dan slow balboa genoemd.
Tegenwoordig genieten nog duizenden dansers wereldwijd van de balboa, net als van andere swingdansen zoals de lindyhop en de charleston.

## Vormen
Deze dans die is ontworpen om zo min mogelijk vloeroppervlak te gebruiken bestaat uit een serie van bewegingen uit twee fases die samen patronen van acht tellen vormen, namelijk twee keer vier stappen, waarbij de danser met de voeten over de vloer schuift.
De dans is bedacht omdat de danszalen destijds uitpuilden, waardoor de swing-out of break-away uit de lindyhop vaak moeilijk waren, als ze al niet verboden waren door de uitbaters. Balboa wordt vaak omschreven als een ingehouden of introverte dans, waarbij de meeste bewegingen onder de knieën plaatsvinden. Een deel van de charme van de balboa zijn de variaties op draaien waarbij de leider pronkt met de benen van zijn volger. Dit effect wordt nog versterkt als de volger een mooie rok met hoge hakken aan heeft.
Moderne balboadansers maken weleens onderscheid tussen twee soorten balboa, zogenaamde ‘pure balboa’ en ‘bal-swing’. Bij pure balboa blijven de dansers bijna de hele tijd in een dichte danshouding, met hun torso’s tegen elkaar aan, en dansen ze variaties op voetenwerk, draaien als koppel en verplaatsen zich als koppel. Bal-swing daarentegen bevat ook bewegingen waarbij er meer ruimte tussen de partners is en dus meer ruimte voor dynamische bewegingen, waaronder draaien voor één of beide partners.
Bal-swing werd in kranten en tijdschriftartikelen uit de begintijd van de balboa vaak gewoon ‘swing’ genoemd, of soms ook wel ‘Randy Swing’. Deze dansstijl was afkomstig van de charleston en de eerste keer waarvan we weten dat het gedanst werd was bij een wedstrijd op Venice Beach (Californië, V.S.) in 1932. [bronverwijzing nodig]  Alma Heaton beschreef in 1967 twee bal-swing figuren.

## Geschiedenis
Balboa kwam in de jaren twintig van de twintigste eeuw uit Zuid-Californië en werd tot de Tweede Wereldoorlog steeds populairder. De dans is vernoemd naar het schiereiland Balboa in Newport Beach, Californië, waar hij is ontstaan. Sindsdien is er altijd een kleine, actieve groep balboadansers in de omgeving van Los Angeles geweest. En vandaag de dag is balboa wereldwijd weer in opkomst, onder meer dankzij de inspanningen van Jonathan Bixby en Sylvia Sykes.

## Vergelijkingen met lindyhop
Balboa komt uit dezelfde tijd als de lindyhop, dus is het logisch om de twee dansen met elkaar te vergelijken.
- Beide dansen zijn tegelijkertijd ontwikkeld, op dezelfde swingmuziek. Hoewel sommigen de balboa beschouwen als een variatie op diverse latindansen zoals de rumba, die op Amerikaanse bigbandmuziek werden gedanst, waren deze dansen nog niet populair bij de Amerikaanse swingdansers toen de balboa ontstond, dus is deze link twijfelachtig. Daarnaast is balboa ook wel omschreven als een typische regionale dans uit Zuid-Californië, terwijl lindyhop door het hele land gedanst werd, en tegenwoordig[(sinds) wanneer?] vinden swingdansers balboa en bal-swing heel normale dansen.
- Zowel bal-swing en lindyhop zouden in de jaren 30 en 40 zijn beschouwd als typische dansen voor de jeugd, terwijl de balboa door volwassener dansers werd gedanst die de energetische en excentrieke figuren van de jongeren wilden vermijden.

## Beschrijving

### Lichaamshouding
De dans draait om subtiele gewichtsverplaatsingen en lichaamstaal. De dansers staan dicht tegen elkaar aan waarbij de voorkant van de zijkant van het torso langs de buitenste rand van de borstspier en de ribbenkast elkaar raken. Soms loopt het raakvlak door tot op de knieën, afhankelijk van hoeveel ruimte er nodig is voor specifieke figuren van pure balboa. Doordat de partners heel verschillende lengtes kunnen hebben, kan de connectie per koppel sterk verschillen. De dansers staan ongeveer ¼ van hun lichaamsbreedte ten opzichte van elkaar verschoven in de breedte, waardoor hun torso’s samen enigszins een V-vorm krijgen en de voeten en benen verder verschoven staan dan bij ballroomdansen.
Balboavolgers dragen vaak hoge hakken om de juiste ‘voorwaartse’ connectie te verkrijgen. Hierover bestaan weleens misverstanden. De volger moet nog wel haar eigen gewicht dragen. De gewichtsverdeling over de voeten is grotendeels gelijkmatig, waarbij de volger iets meer gewicht op de bal van de voeten zet en de leider het gewicht over de hele voeten verdeelt.

### Body lead
Er zijn veel variaties op de bewegingen van de dansers bij de basisstappen. Iedere variant ziet er anders uit. Bij iedere variant wordt de beweging anders aan de volger geleid. De volgende varianten zijn mogelijk (vanuit het perspectief van de leider):
- Bij een standaard balboabasispas blijven de dansers op dezelfde plaats terwijl ze het voetenwerk uitvoeren.
- Bij een zogenaamde ‘Maxie Basic’ bewegen de dansers heen en terug tussen twee posities op de vloer.
- Bij een zogenaamde ‘Fox Trot’ bewegen de dansers in een vierkantje: naar achter - opzij – naar het midden – vooruit – opzij – naar het midden.

### Basispas
De Maxie Basic beslaat 8 tellen, met meestal het volgende voetenwerk (aangenomen dat de dansers beiden vooruit en achteruit schuiven tussen twee posities op de vloer die 10 tot 20 cm uit elkaar liggen):
Leider:
1. Stapt achteruit met de linkervoet.
2. Stapt achteruit met de rechtervoet, zodat de voeten naast elkaar uitkomen.
3. Schuift de linkervoet naar voren.
4. Schuift de linkervoet naar achteren naast de rechtervoet.
5. Stapt naar voren met de rechtervoet.
6. Stapt naar voren met de linkervoet, zodat de voeten naast elkaar uitkomen.
7. Schuift de rechtervoet achteruit en tilt daarbij de hiel op van de grond.
8. Schuift de rechtervoet naar voren, zodat hij naast de linkervoet uitkomt.

Volger:
1. Stapt naar voren met de rechtervoet.
2. Stapt naar voren met de linkervoet, zodat de voeten naast elkaar uitkomen.
3. Schuift de rechtervoet achteruit en tilt daarbij de hiel op van de grond.
4. Schuift de rechtervoet naar voren naast de linkervoet.
5. Stapt achteruit met de linkervoet.
6. Stapt achteruit met de rechtervoet, zodat de voeten naast elkaar uitkomen.
7. Schuift de linkervoet naar voren.
8. Schuift de linkervoet naar achteren naast de rechtervoet.

Het voetwerk van de leider en de volger is identiek, maar loopt niet synchroon. Het is vier tellen verschoven ten opzichte van de ander. Voor beiden is het voetenwerk voor het naar voren en naar achteren gaan hetzelfde.
In de originele balboa gebruiken de dansers hetzelfde of heel vergelijkbaar voetenwerk op hetzelfde ritme, maar op de plaats. Om dat makkelijker te maken schuiven de dansers met hun voeten en voorkomen ze stappen en omhoog en omlaag bewegen.
Er zijn ook mensen die beweren dat de balboabasis enkel uit stap-stap bestaat en dat eventuele ‘upholds’ (het twee keer schuiven is een uphold-variatie) al variaties zijn om van richting en/of voet te veranderen. Om improvisaties (‘ad-libs’, ook wel ‘one-steps’ genoemd) en bewegingen die niet in 8 tellen passen te kunnen gebruiken, helpt het om niet te gehecht te raken aan dit basispatroon van 8 tellen. Zo kan de danser natuurlijker terugvallen in het ritme van de muziek. De volger moet weten dat dit enkel het meest voorkomende patroon is en moet het voelen wanneer de leider upholds aangeeft.

### Voetenwerkvariaties
Dansers variëren hun voetenwerk om op de muziek of hun partner te reageren.
Veel voetenwerkvariaties kan één danser doen zonder dat de partner meedoet. De drie meest voorkomende voetenwerkvariaties zijn ‘single time’, ‘double time’ en ‘triple time’.
- Single time of down hold: tellen 3-4 en 7-8 zijn stap-blijf staan.
- Double time of up hold: tellen 3-4 en 7-8 zijn zogenaamde kick-steps. Dit is de meest voorkomende variatie.
- Triple time: tellen 3-4 en 7-8 zijn zogenaamde triple steps.
- Foot Fan: tijdens single time draait de linkervoet naar links, op de 3-4 voor de leider en de 7-8 voor de volger.
- Slide: de linkervoet schuift wanneer de danser hem naar achteren beweegt of de rechtervoet schuift wanneer de danser hem naar voren beweegt.
- Dig Dig: tellen 3-4 of 7-8 zijn kick – kick – step. Deze beweging combineert double time stappen met triple time timing.

Voor sommige voetenwerkpatronen is samenwerking met de partner nodig.
- V Slide: op de 3-4 of 7-8 schuift de danser beide voeten naar buiten in een V-vorm om een pauze in de muziek (een afwijkend stukje ten opzichte van de zich herhalende melodielijn, ook wel een ‘break’ genoemd) in te vullen. De danser gebruikt de volgende 1-2 of 5-6 om weer terug te gaan naar het basisvoetenwerk.

### Belangrijkste figuren
Vijf afzonderlijke categorieën figuren zijn pure, throwouts, lollies, crossovers en fancy. Figuren die in de gesloten positie worden uitgevoerd heten ‘pure balboa’ en figuren in de open positie heten ‘bal-swing’. Bij bal-swing worden ook figuren uit andere dansen geleend.
De meeste van de volgende figuren zouden alleen in bal-swing worden gedanst. Maar sommige kunnen in pure balboa voorkomen als ze heel klein worden uitgevoerd, met de voeten op de vloer en zonder zich te verplaatsen.
- Maxie Basic: Maxie Dorf zou de volgende variatie op de balboa-basispas hebben bedacht. Het normale basisvoetenwerk van de balboa wordt schuifelend op de plaats uitgevoerd. Maxie voegde een voorwaartse en een achterwaartse verplaatsing toe. De leider stapt op 1-2 achteruit en op 5-6 vooruit. De leider kan zoveel stappen vooruit of achteruit gaan als hij wil. Deze basisvariatie is eenvoudig te leren en wordt daarom vaak in beginnerslessen gebruikt.
- Transition Step: Deze stap wordt gebruikt om van een gesloten positie naar een open positie te gaan en om op andere figuren over te gaan. Een aantal van de vroege balboadansers merkten op dat bijna alle bal-swingfiguren werden voorafgegaan door een transition step. Zo kan een throwout worden geleid door de draaiing in te zetten en de volger als het ware naar buiten te gooien (throwout), maar de draaiing of throwout kan ook worden ingezet door de leider en volger eerst te scheiden met behulp van een transition step. Deze laatste methode wordt als beter beschouwd.
- Paddles: Kunnen in of tegen de richting van de klok worden gedanst. De leider draait op de plaats op zijn draaivoet en peddelt met de vrije voet. Om tegen de klok te peddelen begint de leider met de gebruikelijke stap met links naar achter, rechts bij, stap met links, hold (voet laten staan). Tijdens de hold begint de leider te draaien. Dan draait de leider met een stap met rechts – stap met links – stap met rechts – stap met links. De leider blijft in dit patroon draaien tot hij op een andere variatie overstapt. Om met de klok mee te peddelen begint de leider met een hold op 7-8. Bij pure bal is een paddle twee stappen ofwel naar links ofwel naar rechts draaien.
  - Serpentine: Een combinatie van paddles. Paddle en neutraal, paddle in tegenovergestelde richting en neutraal, enz. Gebruik down-holdvoetenwerk en draai lichtelijk tegen de klok op de 8e tel. Dan peddelt de leider op 1 met rechts, stapt met de rechtervoet op de plaats op 2, zet de linkervoet bij op 3, down hold en draait tegen de klok op 4, peddelt met rechts op 5, linkervoet op de plaats op 6, zet de rechtervoet bij op 7 en down hold op 8 om met de klok mee te draaien. Herhaal desgewenst. Met dit figuur verplaatst het danspaar zich in een zigzagpatroon over de dansvloer.
- Crab walk: Deze variatie lijkt op one-steps of ad-lib timing, maar voegt een zijwaartse verplaatsing toe. Crab walks worden normaal gesproken op 1 of 5 geleid na een hold-step op 3-4 of 7-8. Het patroon voor crab walks die op 1 beginnen zou zijn: achteruit – stap opzij – vooruit- stap opzij (herhaal). In dit voorbeeld zijn we op 1 begonnen en zou de crab walk voor de leider naar rechts bewegen. Als de crab walk op 5 wordt geleid, dan gaat de verplaatsing voor de leider naar links. Deze figuur is moeilijk om te volgen, omdat het verschil met andere variaties van één stap heel subtiel is.
- Crossovers: Crossovers kunnen van binnen naar buiten of van zij naar zij gaan. De naam komt van het voetenwerk. Zie ook Crossovers (dance).
- Lollies: Kick-stap, kick-stap. Meestal loopt de leider langzaam om de volger heen, die op de plaats draait.
- Come around of Break step: Dit is het begin van veel figuren, vooral throwouts.
  - Throwout: Zie ook Throwouts (dance).
  - Swing outs: andere naam voor een throwout.
- Apache ofwel Texas Tommy: Bij deze figuur brengt de leider de hand van de volger op haar rug en draait hij haar op de gebruikelijke manier in een throwout terwijl hij haar rechterhand vasthoudt. Hierdoor ontstaat een extra draai bij de volger en hierna hebben de leider en de volger elkaars rechterhand vast. Een veelvoorkomende variatie op deze figuur is dat de leider aan het eind van de throwout met de rug naar de volger gaat staan en dan een V Slide doet.
- Pop turns: De leider zet de volger met een felle beweging in een rock-step (wiegel-stap) en kan de volger dan met zijn rechterarm aan het draaien brengen (als hij ook links loslaat) of omlaag stappen op 3 om samen te gaan draaien, vaak gevolgd door een throwout.
- V Slides: De volger voert het standaard voetenwerk uit. De leider duwt de volger een beetje op 5-6 om wat afstand te creëren. Dan voert de leider een V Slide (zie boven) uit op 7-8. Een V Slide kan ook als variatie in of aan het eind van andere figuren worden gedanst.
- Push and pull: (Duwen en trekken) met draaien
- Swivels: Swivels lijken op lollies, maar gaan twee keer zo snel. Lollies is tik-en-kick-en-tik-en-kick-en, terwijl swivels gaan van draai-draai-down-hold-draai-draai-kick-stap. De truc is om heupdraaiing te gebruiken om de figuur uit te voeren.
- Charleston: Het is heel gebruikelijk om charlestonvariaties te gebruiken.
  - Fall of the log: Standaard kicks op tellen 3 en 7. Zowel de variatie met stappen naar voren als naar achteren.

Overgangen tussen figuren worden meestal op de slow (3-4 of 7-8) gemaakt, maar veel figuren kunnen op 1 beginnen of meer dan 8 tellen duren.